# Blind Arthur's Breakdown
Blind Arthur's Breakdown est un enregistrement ragtime de Blind Blake publié en septembre 1929 sur la face B d'un de ses disques 78 tours.